# Molho
Molho (del Portugués, haz, ramo, manojo). Apellido Sefardí que se originó en la comunidad española de Extremadura. Los portadores de este apellido se supone llegaron de Portugal alrededor del S. XI, siendo de las primeras familias de confesión judía que se establecen en las juderías de Cáceres y Hervás, siendo esta última ciudad en donde fueron mucho más numerosos. A la expulsión de los judíos en 1492, la gran mayoría de los portadores de este nombre se establecieron en la ciudad de Salónica, aunque algunos formaron parte de la comunidad de Estambul y otros optaron por la Comunidad Portuguesa de Túnez. Algunos genealogistas relacionan este apellido con el de Salomón Molcho, converso originario de Portugal que retornó al judaísmo, vínculo que se considera erróneo ya que desde antes de la expulsión, en los registros de Cáceres y de Badajoz, se tiene conocimiento documental de este ilustre apellido extremeño. Igualmente, Salomón Molcho no se estableció en Salónica, sino en Jerusalén. En adición, muchos miembros de Kal Kasseres y Neve Shalom en Salónica portaban este nombre. 